# Gammarus roeselii
Gammarus roeselii is een vlokreeftensoort uit de familie van de Gammaridae. De wetenschappelijke naam van de soort is voor het eerst geldig gepubliceerd in 1835 door Gervais.
De soort wijkt af van andere Europese zoetwater gammariden door de aanwezigheid van een meer of minder ontwikkelde stekel op een aantal van de achterste lichaamssegmenten (Pleon). Mannelijke exemplaren van de soort kunnen 22 mm groot worden, de vrouwtjes blijven iets kleiner. De kleur van levende exemplaren varieert van groen of geel op sommige locaties tot bruin en grijs op andere. Vaak zijn enkele rode stippen aanwezig op de
epimere platen van het pereon.
In West-Europa is G. roeselii een inwoner van de middelste en laagste regionen van de beekjes en rivieren waar stroomsnelheden gematigd zijn en de dagelijkse en jaarlijkse temperatuursveranderingen niet te groot zijn. Het wordt vaak aangetroffen met G. pulex en/of G. fossarum maar is minder bestendig tegen hoge stroomsnelheden vooral wanneer de temperaturen laag zijn. G. roeselii is daarentegen beter bestand tegen hogere temperaturen, lagere zuurstofgehalten en een hogere mate van organische vervuiling.
De vlokreeft G. roeselii wordt in een groot gedeelte van centraal Europa aangetroffen, van de Benelux tot Europees Turkije. Het verspreidde zich vanuit de Balkan via de Donau en de Rijn naar het noorden en westen. Via de Oder, Spree,Havel en Morava bereikte het ook Polen waar het zich vestigde als  een uitheemse niet invasieve soort. Ook in noord Italië heeft de soort zich inmiddels gevestigd en uitgebreid.